# 13904 Унівінниця
13904 Унівінниця (13904 Univinnitsa) — астероїд головного поясу, відкритий 3 жовтня 1975 року.
Тіссеранів параметр щодо Юпітера — 3,256.
Названо на честь Вінницького державного педагогічного університету імені Михайла Коцюбинського.